# Ianthe (Tochter des Telestes)

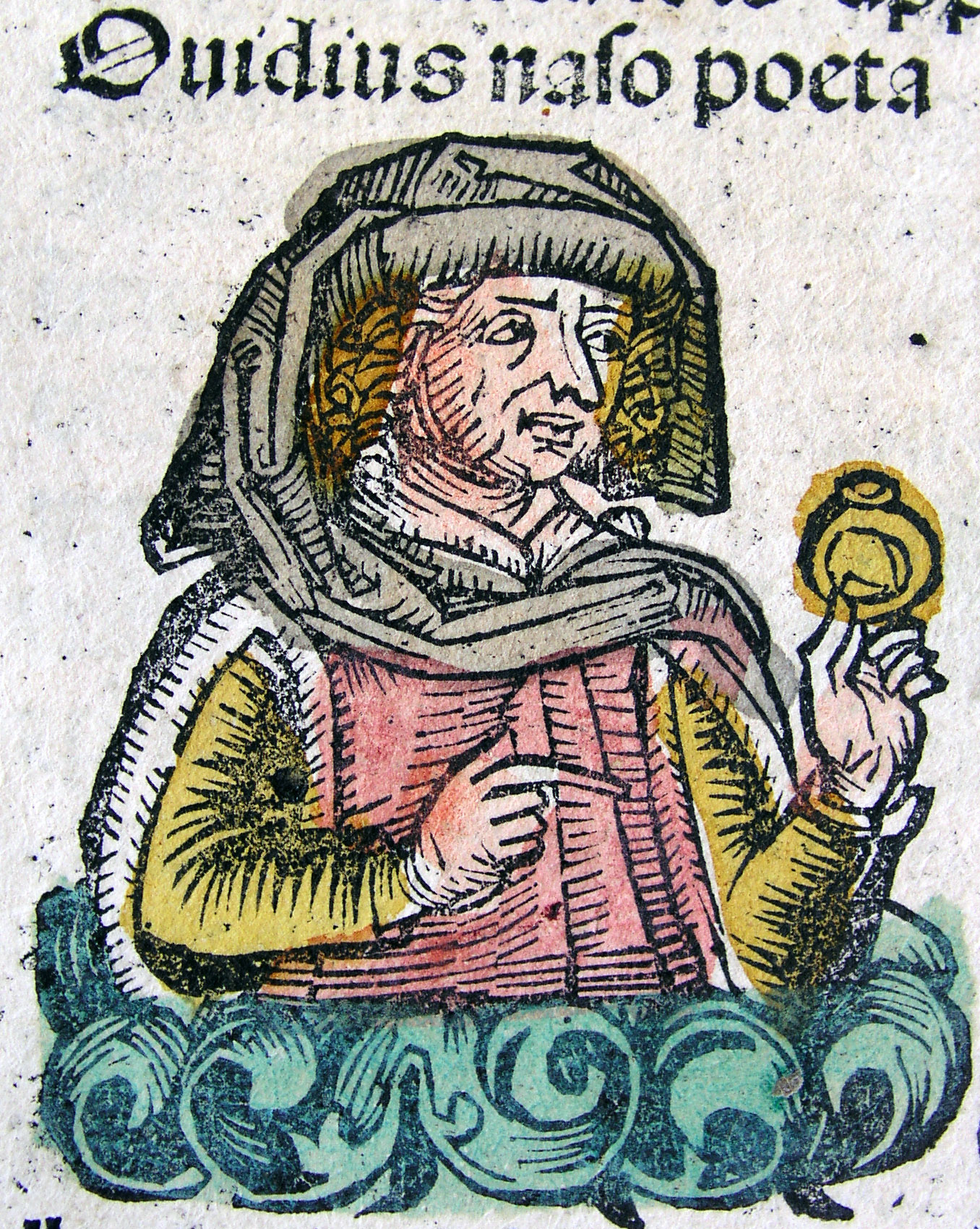

Ianthe (altgriechisch Ἰάνθη Iánthē) ist eine Gestalt der griechischen Mythologie, bekannt nur durch ihre Vermählung mit der durch Gnade der Isis in einen Jüngling verwandelten Iphis. Der Mythos findet sich im neunten Buch, Vers 666–797, der Metamorphosen des Ovid, der eine Parallelüberlieferung von Nikander benutzte, die Namen änderte und die Geschichte weiter ausmalte.

## Etymologie
Ianthe, abgeleitet aus dem Adjektiv ἰάνθινος iánthinos, deutsch ‚violett‘; letzteres substantiviert und kontrahiert zu ἴανθος íanthos, feminin ἰάνθη iánthē; dieses zusammengesetzt mit dem i aus ἴον íon, deutsch ‚Veilchen‘, und ἄνθη ánthē, deutsch ‚Blüte‘; zusammen also Veilchenblüte.

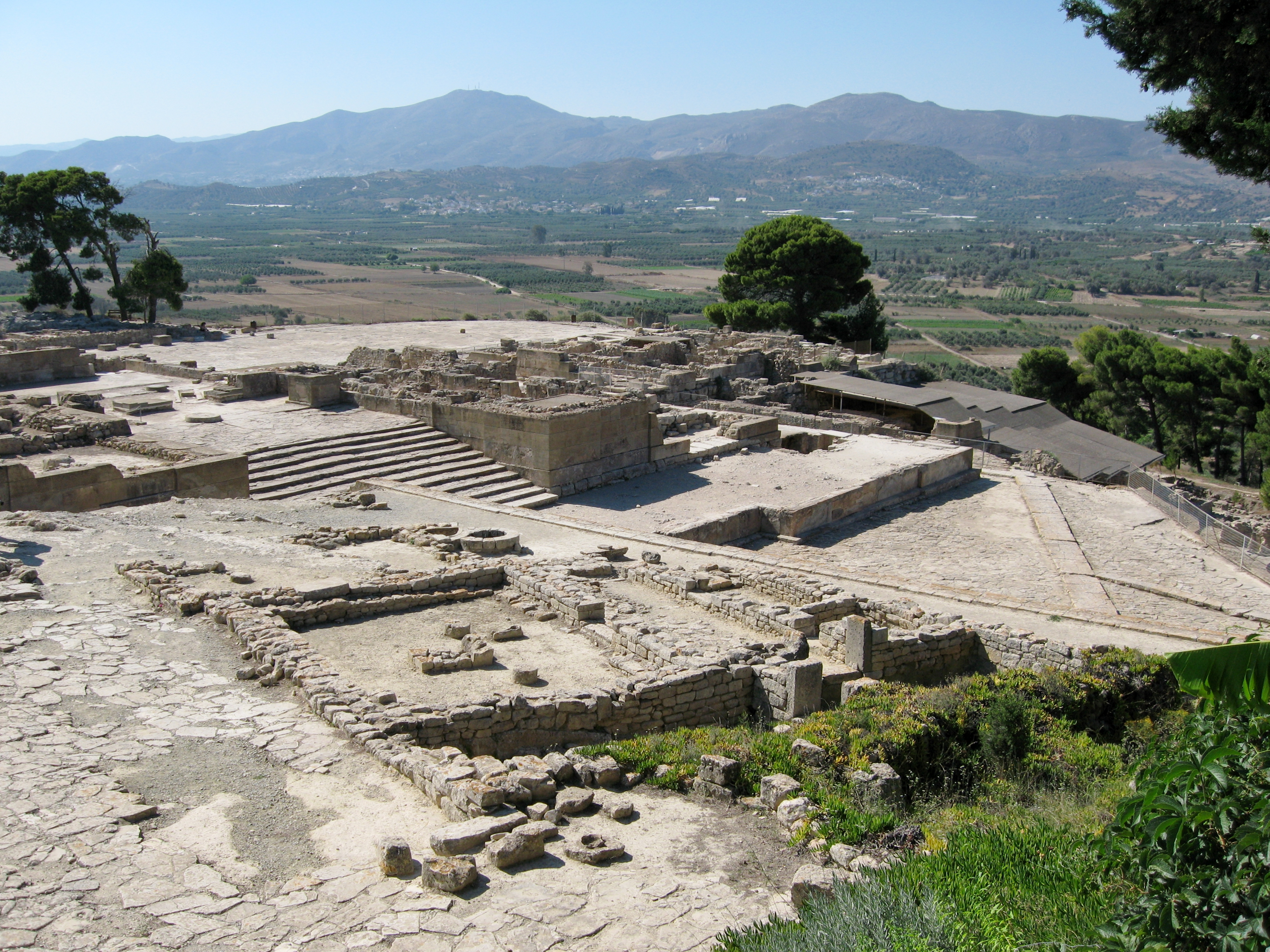
Überreste von Phaistos

## Die Familie in Kreta
Die Mutter ist unbekannt. Der Vater ist Telestes, ein sonst unbekannter Kreter, genauer ein Diktäer (Δικταῖος Diktaíos, lateinisch Diktaeus), ein Mann aus dem Dikti-Gebirge, benannt nach dem Berg Dikte, auch Synonym für Kreta. Die Geschichte spielt in der kretisch-minoischen Stadt Phaistos, denn Ianthe wird von Ovid als die schönste unter den Phaestiadinnen (Φαιστιάδες Phaistiádēs, lateinisch Phaestiadae) gefeiert, entsprechend dem Schönheitsideal der augusteischen Zeit ist sie blond (Vers 715: flava). Mit dreizehn Jahren wird sie der gleichaltrigen Iphis, die als Mann auftritt, versprochen und heiratet diese nach ihrer Geschlechtsumwandlung.

## Ianthe und Iphis
Sie ist Mitwirkende im Mythos der Iphis, die als Mädchen geboren, von der Mutter Telethusa durch Geschlechtercamouflage als Junge ausgegeben und unbehelligt aufgezogen wird – Grund: der Vater hatte einen geschlechtsselektiven Femizid angekündigt – bis zu dem Tag, als sie mit dreizehn die gleichaltrige Ianthe heiraten soll, Prosaübersetzung: Das dritte Jahr war inzwischen dem zehnten gefolgt (dreizehn Jahre alt), als der Vater dir, Iphis, die blonde Ianthe (zur Ehe) versprach, die unter den Phästiadinnen durch das Geschenk der Schönheit die gelobteste Jungfrau war, (sie) die Tochter des Diktäers Telestes.
Ianthe weiß nichts von Iphis’ Geschlechtsproblem, obwohl beide zusammen zur Schule gingen und sich schon früh ineinander verliebten, Prosaübersetzung: Sie ersehnt den Gatten und die Zeit der vereinbarten Hochzeitsfackel (Hochzeit) und sie (Ianthe) glaubt, sie (Iphis) ist ein Mann, Ianthe glaubt, es wird ein Mann sein.

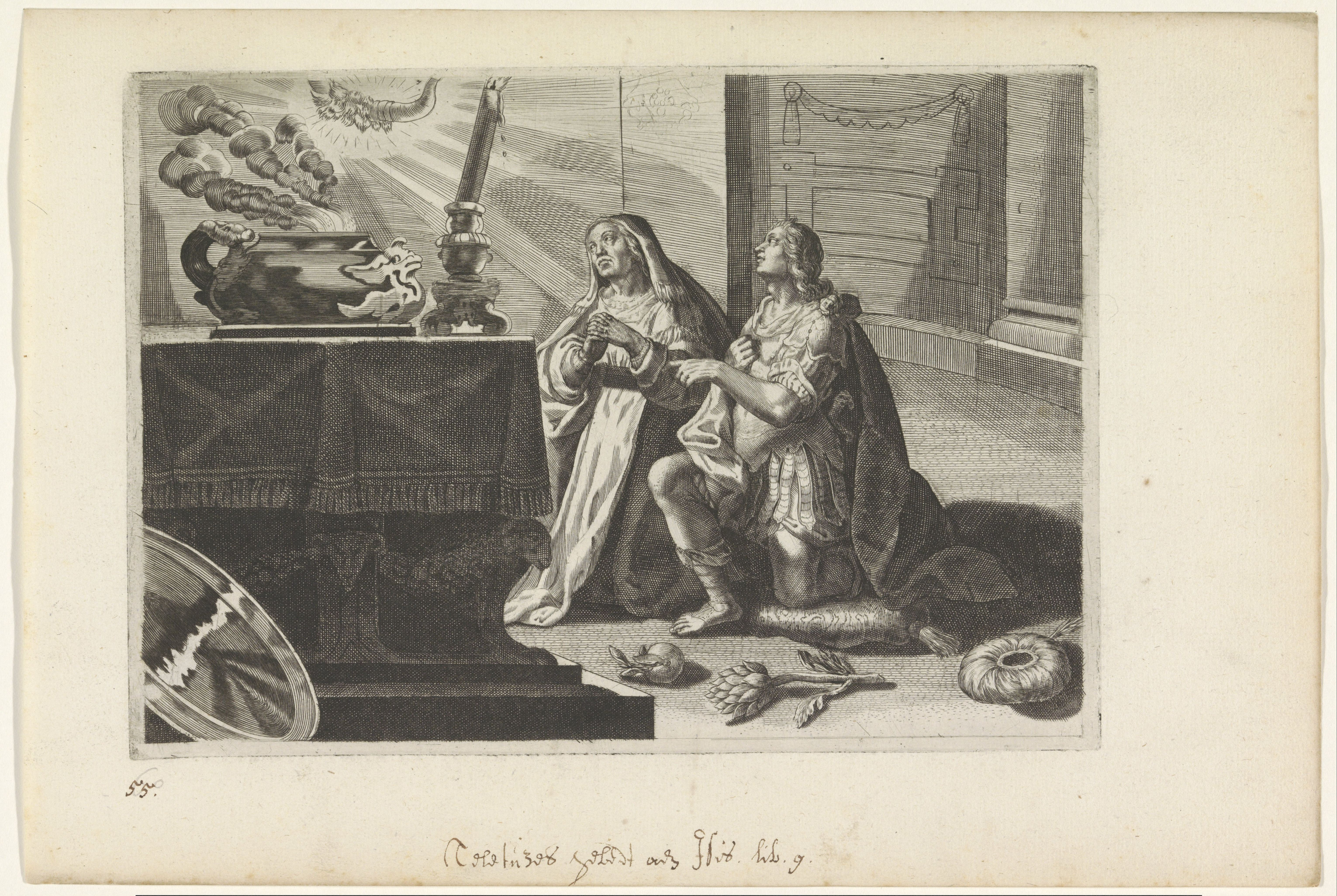
Iphis und Telethusa flehen Isis (ihre Hörner) an.

Iphis ist verzweifelt und hofft auf eine Geschlechtsumwandlung ihrer selbst oder, sollte das nicht gehen, sogar Ianthes, um die Eheschließung zu ermöglichen, Prosaübersetzung: Kann mich (Iphis) vom Mädchen zum Jüngling wandeln die schaffende Kunst? Kann dich, Ianthe, sie (die Kunst) verwandeln?
Die Geschlechtsumwandlung Iphis’ gelingt und der Mythos endet zusammen mit dem neunten Buch, Prosaübersetzung: als Venus und Iuno und Hymenaeus zur Hochzeitfackel (Hochzeit) zusammenkommen, und der Mann Iphis seine Ianthe besitzt.

### Rhetorische Gestaltung
Beispielhaft: Der Hexameter, Vers 797, ein seltener Versus spondaicus ist stilistisch aufwendig gestaltet. Er betont den harmonischen Höhepunkt durch die parallele Anordnung der Namen im fünften und sechsten Versfuß, beides alliterierende Spondeen –  das Hyperbaton nach der Zäsur (Katà tríton trochaíon) (ˡˡ): sua/ihre/Besitz … Ianthe, schließt Iphis ein, Ianthe nimmt sozusagen Iphis in sich auf, das miteingeschlossene puer/Mann betont noch einmal die dafür notwendige Bedingung – die Diärese (||) nach dem vierten Fuß trennt beide vom Rest des Verses ab, er klingt harmonisch aus, sie sind vereint.
Versschema mit Akzent/Iktus, Übersetzung rhythmisch an Original angepasst, betonte Silben fett:

Sie (Venus, Juno, Hymenaus)

kóm men ver | eínt, und er | nímmt in ˡˡ Be | sítz – als Mann || Í phis – | Ián the

x́ x x | x́, x x | x́ x ˡˡ x | x́ – x x || x́ x – | x́ x

cón ve ni | únt, po ti | túr que ˡˡ su | á pu er || Í phis | Ián the

—́◡◡ | —́, ◡◡ | —́ ◡ ˡˡ ◡  | —́ ◡◡ || —́  — | —́  —

## Interpretation
Ianthe ist beziehungstechnisch der heterosexuelle Partner, der ahnungslos eine Frau liebt, die als Mann getarnt eine lesbische Identität besitzt. Dass Ianthe ebenfalls lesbische Ambitionen hat, schließt Ovid aus, denn er betont: … die gleiche Wunde (des Begehrens) gab sie (die Liebe) beiden, doch verschieden war (ihre) Zuversicht (Erwartung). Weibliche Homosexualität in Rom war verpönt und ausgeschlossen, Ovid thematisiert die Unmöglichkeit einer solchen für die damalige Zeit unnatürlichen Verbindung und dafür braucht er Ianthe.